# Aramaico
O aramaico é uma língua semítica pertencente à família linguística afro-asiática. O nome da língua é baseado na palavra Aram, designação de antiga região do centro da Síria. Dentro dessa família, o aramaico pertence ao subgrupo semítico, e mais especificamente, faz parte das línguas semíticas do noroeste, que também inclui as línguas canaanitas, assim como o hebraico e o fenício. A escrita aramaica foi amplamente adotada por outras línguas, sendo assim ancestral do alfabeto árabe e do hebraico moderno.
Foi a língua administrativa e religiosa de diversos impérios da Antiguidade, além de ser o idioma original de muitas partes dos livros bíblicos de Esdras e Daniel, assim como do Talmude.
O aramaico foi a língua falada por Jesus e ainda hoje é a língua materna de algumas pequenas comunidades no Oriente Médio, especialmente no interior da Síria. Sua longevidade deve-se ao fato de ser escrito e falado pelos aldeões cristãos que durante milênios habitaram as cidades ao norte de Damasco, capital da Síria, entre elas reconhecidamente os vilarejos de Maalula e Iabrude. Além dessas, outras aldeias da Mesopotâmia, como Tur Abdim ao sul da Turquia, fizeram com que o aramaico continuasse a ser falado até os dias de hoje.

## Distribuição geográfica
Durante o século XII a.C., os arameus, que foram os falantes originais do aramaico, começaram a estabelecer-se em grande número nas regiões onde atualmente situam-se a Síria, o Iraque e a Turquia oriental. Adquirindo importância, passou a ser falado por toda a costa mediterrânica do Levante. A partir do século VII, o aramaico, que era utilizado como língua franca no Oriente Médio, foi substituído pela língua árabe. Entretanto, o aramaico continua sendo usado, literária e liturgicamente, entre os judeus e alguns cristãos. Guerras e dissensões políticas nos dois últimos séculos ocasionaram a dispersão de inúmeros indivíduos que se utilizam do aramaico como língua materna pelo mundo.

## História
A história do aramaico pode ser dividida em três períodos:
- Arcaico (1100 a.C. – 200 d.C.), incluindo:
  - O aramaico bíblico, do hebraico.
  - O aramaico de Jesus.
  - O aramaico dos Targum.
- Aramaico médio (200 – 1200), incluindo:
  - Língua siríaca literária.
  - O aramaico do Talmude e dos Midrashim.
- Aramaico moderno (1200 – presente)

Classificação baseada em Klaus Beyer *.

### Aramaico antigo
O aramaico nabateu foi a língua do Reino Nabateu de Petra (c. 200 a.C.–106 d.C.), que compreendia a área entre a margem leste do rio Jordão, a península do Sinai e o norte da Arábia. Talvez por causa da importância do comércio das caravanas, os nabateus começaram a preferir usar o aramaico ao árabe setentrional antigo. O dialeto é baseado no aquemênida, com um pouco de influência do árabe: o 'l' frequentemente se transforma em 'n' e há algumas poucas palavras tomadas do árabe. Existem algumas inscrições aramaicas nabateanas dos dias mais antigos desse reino, mas a maioria é dos primeiros quatro séculos d.C. A língua é grafada em escrita cursiva, que é a precursora do alfabeto árabe moderno. O número de palavras emprestadas do árabe aumentou através dos séculos, até que, no século IV, o nabateano fundiu-se definitivamente com o árabe.
O aramaico palmireno é o dialeto que se usava na cidade de Palmira no Deserto Sírio, entre os séculos I a.C. e III d.C. Era grafado em escrita arredondada, que mais tarde originou a escrita cursiva. Como o nabateano, o palmireno foi influenciado pelo árabe, mas em um grau menor.
O aramaico arsácida era a língua oficial do Império Parta (247–224 a.C.). Mais que qualquer outro dialeto pós-aquemênida, continua a tradição de Dario I. Naquele tempo, no entanto, a língua ficou sob a influência do aramaico contemporâneo falado, do georgiano, do persa. Após a conquista dos partos sobre os sassânidas, que falavam o persa, os arsácidas externaram uma influência considerável sobre a nova língua oficial.

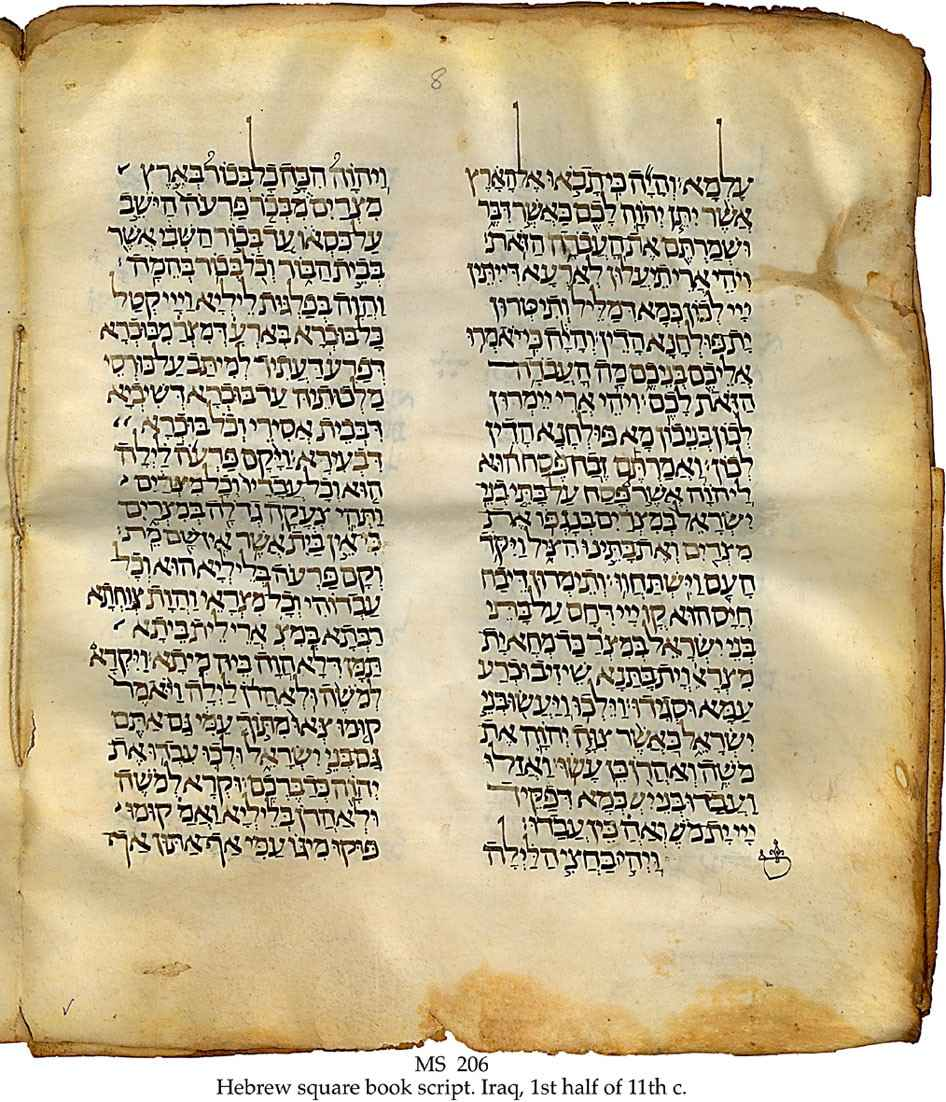
Targum do século XI da Bíblia hebraica

### Aramaico oriental antigo tardio
Os dialetos mencionados na última seção descenderam todos do aramaico imperial aquemênida. Contudo, os diversos dialetos regionais do aramaico antigo mais recente continuaram juntos com essas, frequentemente como simples línguas faladas. Evidências antigas dessas línguas faladas só são conhecidas por suas influências em palavras e nomes num dialeto mais padrão. Porém, esses dialetos regionais tornaram-se línguas escritas no século II a.C. Os mesmos refletem um tipo de aramaico que não descende do aramaico imperial e mostra uma divisão clara entre as regiões da Mesopotâmia, Babilônia e o leste, e Palestina e oeste.
No leste, os dialetos do aramaico palmireno e arsácida uniram-se com línguas regionais para criar línguas com um pé no Imperial e um pé no aramaico. Muito mais tarde, o arsácida tornou-se a linguagem litúrgica da religião mandeísta, a língua mandeia.
No Reino de Osroena, centrado em Edessa e fundado em 132 a.C., o dialeto regional tornou-se a língua oficial: o antigo siríaco, na margem superior do rio Tigre, o aramaico mesopotâmico oriental floresceu, com evidências em Hatra, Assur e Tur Abdin. Tatian, o autor do evangelho harmônico Diatessaron, veio da Assíria e talvez tenha escrito seu trabalho (172 a.C.) no dialeto mesopotâmico oriental, em vez de no siríaco ou no grego. Na Babilônia, o dialeto regional foi usado pela comunidade judaica, o judeu babilônico antigo (c. 70 a.C.). Essa língua do cotidiano cresceu sob a influência do aramaico bíblico e do targúmico babilônico.

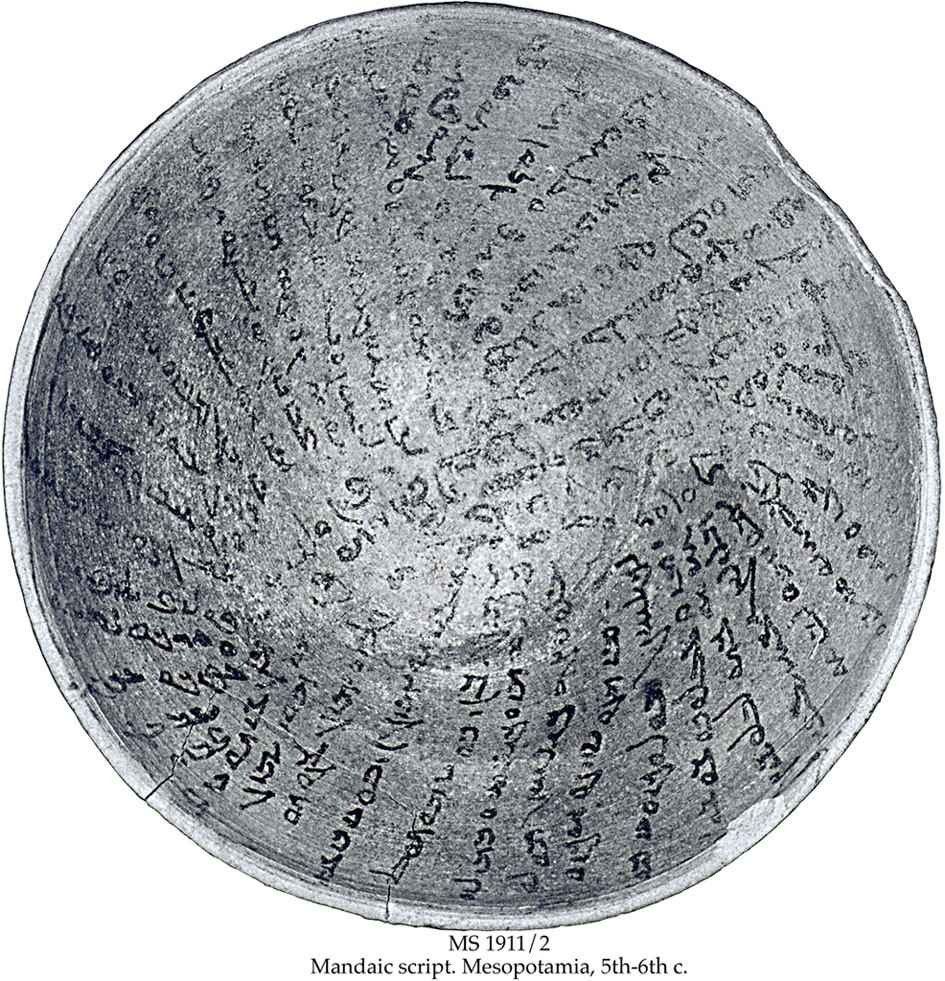
Uma "armadilha de demônios" mágica mandeia

### Aramaico ocidental antigo tardio
Os dialetos regionais ocidentais do aramaico seguiram curso similar àqueles do leste. Eles são muito diferentes dos dialetos do leste e do aramaico imperial. As línguas semitas da Palestina rumaram ao aramaico durante o século IV a.C. A língua fenícia, contudo, seguiu até o século I a.C.
A forma do aramaico antigo ocidental recente usado pela comunidade judaica é mais bem atestada e geralmente chamada de antigo palestino judaico. Sua forma mais antiga é o antigo jordaniano oriental, que provavelmente vem da região da cidade de Cesareia de Filipe. Essa é a língua do manuscrito mais antigo de Enoque, da Bíblia (c. 170 a.C.). A fase seguinte distinta da língua é chamada de judaico antigo (no século II d.C.). Literatura em judaico antigo pode ser encontrada em várias inscrições e cartas pessoais, citações preservadas no Talmude e nos Manuscritos do Mar Morto. A primeira edição da Guerra Judaica do historiador Josephus foi escrita em judaico antigo.
O antigo jordaniano oriental continuou a ser usado no primeiro século antes de Cristo pelas comunidades pagãs que viviam ao leste do Jordão. Seu dialeto é frequentemente chamado, então, de antigo palestino pagão, e era escrito de forma cursiva de certa forma similar ao siríaco antigo. Um dialeto antigo palestino cristão pode ter nascido do pagão, e esse dialeto pode estar por detrás de algumas das tendências do aramaico ocidental encontradas nos evangelhos orientais no siríaco antigo.

#### Dialetos falados na época de Jesus
Sete dialetos do aramaico ocidental eram falados na época de Jesus. Eles eram provavelmente distintos ainda que mutuamente inteligíveis. O judaico antigo era o dialeto proeminente de Jerusalém e da Judeia. A região de Ein Gedi-Engedi tinha o Judaico do Sudeste. A Samaria tinha seu aramaico samaritano distinto, onde as consoantes 'he', 'heth' e '`ayin' todas se tornaram pronunciadas como 'aleph'. O aramaico galileu, a língua da região natal de Jesus só é conhecida de alguns poucos lugares, das influências no Targúmico Galileu, de alguma literatura dos rabinos e algumas poucas cartas privadas. Ela parece ter um número de características distintas, como: ditongos nunca são simplificados a "monotongos". A leste do Jordão, os vários dialetos de jordaniano oriental eram falados. Na região de Damasco e no Líbano, o aramaico damasceno era falado, deduzido na sua maioria do aramaico ocidental moderno. Finalmente, bem ao norte, como em Alepo, era falado o dialeto do aramaico de Orontes.
Além desses dialetos do aramaico, o grego era usado extensivamente nos centros urbanos. Há pouca evidência do uso do hebraico durante esse período. Algumas palavras em hebraico continuaram como parte do vocabulário aramaico-judeu (em sua maior parte palavras religiosas, mas também algumas do cotidiano, como `ēṣ, árvore) e a língua escrita do Tanakh era lida e entendida pelas classes cultas. Contudo, o hebraico deixou de ser a língua do dia a dia. Além disso, as várias palavras no contexto grego do Novo Testamento que não são traduzidas, são claramente aramaico ao invés de hebraico. Tirando da pouca evidência que existe, esse aramaico não é o aramaico da Galileia, mas o antigo aramaico da Judeia. Isso sugere que as palavras de Jesus foram transmitidas no dialeto da Judeia e Jerusalém ao invés do de sua cidade natal.
O filme A Paixão de Cristo, de 2004, utilizou diálogos em aramaico especialmente reconstruído por apenas um professor, William Fulco. Contudo, falantes modernos da língua consideraram a linguagem usada pouco familiar.

## Aramaico médio
O século III d.C. é tido como o limiar entre o aramaico antigo e o médio. Durante aquele século, a natureza das várias línguas aramaicas começaram a mudar. As descendentes do aramaico imperial deixaram de existir como línguas vivas e as línguas regionais do leste e oeste começaram a formar literaturas novas e vitais. Diferente de muitos dos dialetos do antigo aramaico, muito se sabe do vocabulário e gramática do aramaico médio.

### Aramaico oriental médio
Somente dois dos idiomas do aramaico oriental antigo continuaram nesse período. No norte da região, o antigo siríaco evoluiu para o siríaco médio. No sul, o antigo judeu-babilônico se tornou o judeu-babilônico médio. O dialeto pós-aquemênida, arsácida, se tornou o fundo da nova língua mandeia.

#### Siríaco
O siríaco médio é, até hoje, a linguagem clássica, literária e litúrgica dos cristãos siríacos. Sua época de ouro foi do século IV ao século VI d.C. Esse período começou com a tradução da Bíblia nessa língua: a Peshitta, e a prosa e poesia de Éfrem da Síria. O siríaco médio, diferentemente de seu ancestral, é uma língua completamente cristã, embora no tempo ela tenha se tornado a língua daqueles que se opuseram à liderança bizantina da Igreja no leste. A atividade missionária levou a espalhar o siríaco pela Pérsia, até a Índia e China.

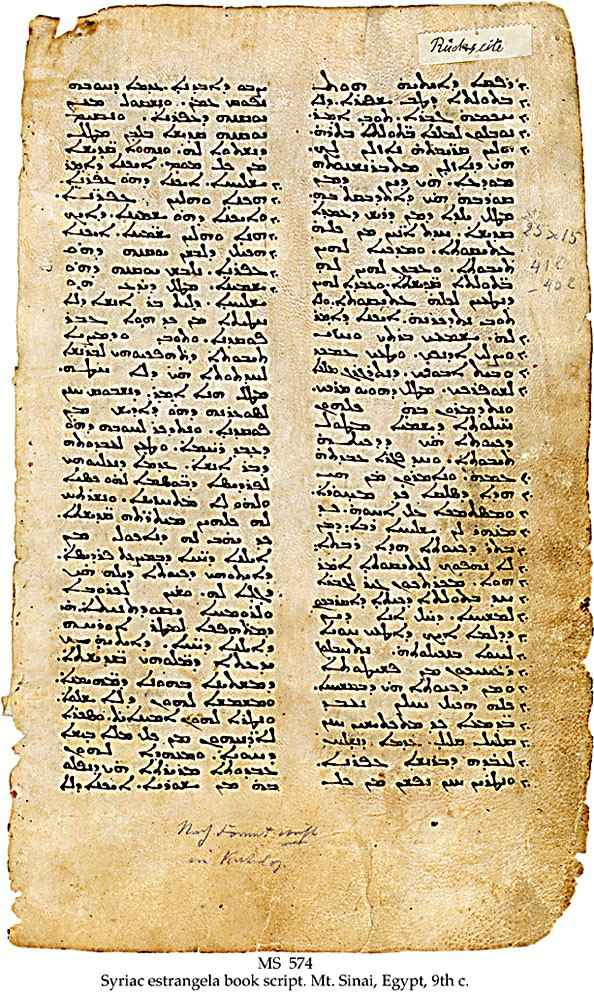
Manuscrito do século IX escrito em siríaco Estrangela, da Homilia sobre o Evangelho de João de João Crisóstomo

#### Aramaico judeu-babilônico médio
O aramaico judeu-babilônico médio é a língua do Talmude babilônico (que foi completado no século VII). Apesar de ser a principal língua do Talmude, em seu conjunto, vários trabalhos em hebraico (reconstruído) e dialetos mais antigos de aramaico são cuidadosamente dispostos. O aramaico judeu-babilônico médio é também a língua por trás do sistema babilônico de apontamento (marcando as vogais em um texto que seria primordialmente feito somente com consoantes) da Bíblia hebraica e o seu Targum.

#### Mandeu
O mandeu é um dialeto muito próximo do aramaico judeu-babilônico,embora linguisticamente e culturalmente diferente. O mandaico clássico é a língua na qual a literatura religiosa dos mandeístas foi composta. Caracteriza-se por uma ortografia altamente fonética.

### Aramaico ocidental médio
Os dialetos do aramaico do Velho Ocidente continuaram com o dialeto judaico da Média Palestina (em hebraico, no alfabeto hebraico dito "de escrita quadrada"), o dialeto aramaico samaritano (no alfabeto fenício, antiga escrita hebraica) e o dialeto cristão-palestino (em siríaco cursivo, no alfabeto siríaco). Destes três, somente o dialeto judeu da Média Palestina continuou como uma língua escrita.

#### Aramaico judeu-palestino médio
Em 135, depois da revolta de Barcoquebas, vários líderes judeus, expulsos de Jerusalém, se mudaram para a Galileia. O dialeto galileano então saiu da obscuridade para se tornar o padrão entre judeus no ocidente. Este dialeto era falado não somente na Galileia, mas também nos arredores. Constituiu o pano de fundo linguístico para o Talmude de Jerusalém (completado no século V), do targumim palestino (versões em aramaico das escrituras judaicas) e do midrashim (comentários e ensinamentos bíblicos). O padrão moderno para a pontuação de vogais na Bíblia hebraica, o sistema tiberiano do século VII, foi desenvolvido a partir do dialeto Galileano do aramaico judeu-palestino médio. A vocalização do hebraico clássico, portanto, ao representar o hebraico deste período, provavelmente reflete a pronúncia contemporânea deste dialeto aramaico.
O judeiano médio, descendente do judeiano antigo, não é mais o dialeto dominante e foi usado apenas na Judeia do Sul (o dialeto engedi, continuou por todo este período). Da mesma forma, o jordano médio-oriental continuou como um dialeto menor do jordano antigo oriental. As inscrições na sinagoga em Dura Europo estão tanto em jordano médio-oriental quanto em judeano médio.

#### Aramaico samaritano
O dialeto aramaico da comunidade dos samaritanos foi comprovado anteriormente por uma tradição documentária que pode ser datada do século IV. Sua pronúncia moderna é baseada na forma usada no século X.

#### Aramaico cristão-palestino
A língua dos cristãos que falavam o aramaico do ocidente é evidenciada como sendo do século VI, mas provavelmente existia desde dois séculos mais cedo. A língua por si vem do palestino antigo cristão, mas suas convenções de escrita foram baseadas no antigo siríaco médio e foi fortemente influenciada pelo grego. O nome Jesus, apesar de Yešû` em aramaico, é escrito Yesûs no palestino cristão.

## Aramaico moderno
Mais de quatrocentas mil pessoas falam algum dialeto do aramaico moderno (ou neoaramaico) hoje em dia como língua nativa. São judeus, cristãos, muçulmanos e mandeístas, vivendo em áreas remotas e preservando suas tradições com impressos e agora com mídia eletrônica. As línguas neoaramaicas estão agora mais distantes em termos de compreensão entre si do que já estiveram antes. Os últimos duzentos anos não foram bons para os falantes do aramaico; a instabilidade no Oriente Médio levou a uma diáspora mundial de falantes de aramaico. O ano de 1915 é especialmente relevante para os cristãos que falavam aramaico: chamado de Sayfo ou Shaypā (a espada em siríaco), todos os grupos cristãos do leste da Turquia (assírios, armênios e outros) foram submetidos ao genocídio que marcou o fim do Império Otomano. Para os judeus que falavam aramaico, 1950 é um ano da mudança: a fundação do Estado de Israel e o consequente exôdo dos judeus dos países árabes, como o Iraque, levou a maioria dos judeus que falavam aramaico a migrar para lá. Contudo, a mudança para Israel levou o neoaramaico judeu a ser substituído pelo hebraico moderno entre os filhos dos imigrantes. Na prática, a extinção de muitos dialetos judeus parece iminente.

### Aramaico moderno oriental
O aramaico moderno oriental existe em uma ampla variedade de dialetos e línguas. Há uma diferença significante entre o aramaico falado por judeus, cristãos e mandeístas.
As línguas cristãs são chamadas frequentemente de siríaco moderno (ou neo-siríaco, especialmente no que se refere à sua literatura), sendo fortemente influenciado pela língua literária e litúrgica do siríaco médio. Entretanto, elas têm suas raízes em diversos dialetos aramaicos locais, que não foram escritos, e não são exclusivamente as descendentes diretas da língua de Efrém da Síria.
O siríaco ocidental moderno (também chamado de neoaramaico, estando entre o neoaramaico ocidental e o neosiríaco oriental) é representado geralmente pelo idioma turoyo, a língua de Tur Abdin. Um idioma aparentado, Mlahsô se extinguiu recentemente.
As línguas orientais cristãs (siríaco moderno oriental ou neoaramaico oriental) são chamadas frequentemente de sureth ou suret, a partir de um nome nativo. São também chamadas às vezes de neoaramaicas assírias ou neoaramaicas caldeias, porém estes nomes não são aceitos por todos os nativos. Os dialetos não são todos mutuamente inteligíveis. As comunidades siríacos orientais geralmente são membros ou da Igreja Católica Caldeia ou da Igreja Assíria do Oriente.
As línguas judeu-aramaicas modernas são faladas principalmente em Israel hoje em dia, e a maioria delas estão entrando em extinção (os falantes mais antigos não estão passando a língua às gerações mais jovens). Os dialetos judeus que vieram de comunidades que viviam entre o lago Úrmia e Mossul não são todos inteligíveis entre si. Em alguns lugares, como Úrmia, cristãos e judeus falam dialetos incompreensíveis entre si do aramaico moderno oriental, embora habitem os mesmos lugares. Em outros, como nas planícies próximas a Mossul, por exemplo, os dialetos das duas comunidades são similares o bastante para permitir a interação.
Alguns poucos mandeístas que vivem na província do Cuzistão, no Irã, falam o mandeu moderno. É bem diferente de qualquer outro dialeto aramaico.

### Aramaico moderno ocidental
Resta muito pouco do aramaico ocidental. Ele ainda é falado na vila cristã de Maalula, na Síria, e na vilas muçulmanas de Bakh'a e Jubadin, no lado sírio do Antilíbano, assim como por algumas pessoas que migraram destas vilas para Damasco e outras grandes cidades da Síria. Todos os falantes de aramaico ocidental moderno são fluentes em árabe, que já se tornou o principal idioma nestas vilas.